# Фадинг (електромагнитни вълни)
 Тази статия е за затихване на електромагнитните вълни.  За други значения вижте Фадинг (спирачна система).  
Фа̀динг (на английски: fading – затихване, замиране), е явление свързано с разпространението на електромагнитните вълни, и се изразява при безжични комуникации в затихване на нивото на приемания сигнал в мястото на потребителя чрез промяната на амплитудата или фазата му.

## Същност и причини
Фадингът е случаен процес и се дължи на промяната на физическите условия във времето при разпространението на електромагнитните вълни. Пряко свързани със затихването са атмосферните условия, географското положение на предавателя и приемника, земният релеф, както и състоянието на нееднородната среда (например йоносферата) между пунктовете за предаване и приемане. Затихването зависи и от характерните физични механизми при разпространението на електромагнитните вълни - рефракция, некохерентно разсейване, дифракция и разпространението чрез повърхностна и странична вълна.  Факторите, които определят появата и степента на дълбочината на фадинга, са промяната в поглъщането на електромагнитните вълни, тяхната траектория, фокусиране, поляризация и др.  Именно поради особеностите на разпространението на електромагнитните вълни (наличието на земна и йоносферна вълна), е възможно наслагване (интерференция) на вълни на един и същ сигнал, преминали до точката на приемане през различни пътища {\displaystyle l_{i}=l_{1},l_{2}}, следователно с различна фаза {\displaystyle \varphi _{i}={\frac {2\pi }{\lambda }}l_{i}} и да се сумират с дефазиране:
{\displaystyle \Delta \varphi ={\frac {2\pi }{\lambda }}\left(l_{2}-l_{1}\right),}
където {\displaystyle \lambda } е дължината на вълната.
Ако {\displaystyle \Delta \varphi =0}° , вълните интерферират във фаза, амплитудите им се сумират и резултантният сигнал е максимален. Ако {\displaystyle \Delta \varphi =180}° , вълните интерферират в противофаза, амплитудите им се изваждат и резултантният сигнал е минимален – получава се деструктивна интерференция и фадингът е най-силен. Пространствената вълна се отразява от йоносферата на такава височина, където електронната ѝ концентрация {\displaystyle N} съответства на честотата на вълната {\displaystyle f_{kp}}. При промяна на {\displaystyle N} вълната се отразява по-високо или по-ниско, където срещне електронна концентрация, отговаряща на условието за отражение {\displaystyle f_{kp}={\sqrt {80,8N}}} и така изменя пътя и фазата си в точката на приемане.
Изменението на излъчения сигнал, чрез промяната на параметрите му амплитуда и фаза по време на преноса, са причина за появата на пропадания или шум в радиовръзката, водят до временен отказ в комуникационната връзка при недопустимо отношение на сигнал/шум. И всички тези откази в комуникационната връзка се дължат на нарушената модулация на основния сигнал носещ информацията, в резултат на наслагването на отразени сигнали, в т.ч. и отразени от случайното състояние на йоносферата дифузни (разсеяни) електромагнитни вълни в мястото на приема.

## Класификация

### Според вида на вълните
Ако затихването е резултат от интерференцията на повърхностна (земна) и пространствена (йоносферна) вълна, то се нарича близък фадинг; ако се получава при наслагването на пространствени вълни – далечен фадинг. При късите вълни има само далечен фадинг.

### Според нивото на приетия сигнал
Затихването (фадингът) може да бъде малкомащабно и голямомащабно. 
Малкомащабното затихване се разделя на бавно и бързо, гладко и честотно селективно. 
В случай, че предавателната характеристика на канала се променя незначително за времето на предаване {\displaystyle T_{c}} на информационния сигнал, затихването се нарича бавно, в противен случай се нарича бързо. Бавното затихване възниква поради наслагването на различни явления на разпространение върху земни обекти и се нарича още дългосрочно или логаритмично нормално затихване. Бързото, краткотрайно или релеево затихване се случва поради използваната честота и се дължи на многолъчевото приемане и ефекта на Доплер. Пропадания на приема с бързо затихване се появяват периодично на интервали от приблизително λ/2. Това означава, че спадовете на сигнала при бързо затихване винаги зависят от използваната честота.
В случай, че стойността на {\displaystyle T_{c}} значително надвишава средноквадратичното отклонение на закъсненията на лъчите, затихването се нарича гладко; ако се окаже, че е по-малко, тогава е честотно селективно, тъй като в последния случай честотната лента на канала е по-малка от честотната лента на сигналите. 
Плавното затихване се моделира с помощта на разпределенията на Релей (при липса на пряка видимост), Райс (при наличие на пряка видимост)  и Накагами.
Голямомащабното затихване се свързва с ефекта на загуба на път за разпространение и засенчване. Такова затихване се моделира с помощта на логаритмично нормално разпределение.

## Отстраняване на затихването
Влиянието на фадинга влошава приема на сигналите и средствата за премахване или ограничаването му до приемливи изменения, се осъществяват със специфични технически решения в мястото на приема и схемни решения в приемната апаратура. За подобряване качеството на приема се използват антифадингови антени, разнесено приемане и системи за автоматично регулиране на усилването (АРУ) в приемниците. В приемниците за прием на честотно-модулирани сигнали се използват схеми за ограничаване на амплитудата (амплитудни ограничители). 
Антифадинговата антена представлява вертикална антена с горно захранване във вид на пръстен на определена височина от земята. Това разстояние се подбира така, че да се получи амплитудно-фазово разпределение на тока по дължината на антената, което формира диаграма на насоченост с максимум, по от посоката на приемане на повърхностната вълна. Така се увеличава дялът на повърхностната вълна в сумарния сигнал и се намалява дялът на пространствената вълна, чиято флуктуираща фаза по-слабо влияе на интерференцията.
Така наречените „техники за намаляване на затихването“ (FMT – Fading Mitigation Techniques) компенсират затихването, за да поддържат комуникационния път дори в случай на смущения. За компенсиране на затихването при приемане на амплитудно модулирани сигнали (на дълги, средни и къси вълни), приемниците са оборудвани с такива техники. На практика, в демодулатора се генерира усреднено напрежение на сигнала и се използва като контролирана променлива. С увеличаването на напрежението на сигнала се увеличава така нареченото управляващо напрежение, което намалява усилването на междинночестотния усилвател. Намаляването на качеството на сигнала се забелязва при повишен шум, докато силата на звука се регулира отново.
Увеличаването на чувствителността на приемника не е достатъчно, за да се осигури предаване на данни по радиорелейна връзка. Вместо това се използват следните методи:
- Регулиране на мощността на предаване;
- Адаптивно кодиране и модулация;
- Промяна на честотата.

Смущенията от атмосферата нарастват с честота. Докато сателитите предават почти безпрепятствено в обхватите L, S и C, свойствата на предаване на обхватите K зависят силно от времето. С подходящи FMT, честоти над 20 GHz могат също да се използват за комуникация на данни със сателити, без да бъдат прекалено ограничавани от дъжд.